# 福田有広
福田 有広（ふくだ ありひろ、1964年3月5日 - 2003年11月16日）は、日本の政治学者。専門は、政治学史（政治思想史）、特に共和主義の研究。佐々木毅に師事。元東京大学大学院法学政治学研究科助教授（現准教授）。

## 人物・経歴
筑波大学附属駒場高等学校を経て、1988年東京大学法学部卒業。在学中に、教養学部自治会自治委員長。オックスフォード大学留学、東京大学大学院法学政治学研究科助手を経て、1993年から東京大学大学院法学政治学研究科政治思想史講座助教授。2003年、39歳で急性心不全で急逝。

## 著書

### 単著
- Sovereignty and the Sword: Harrington, Hobbes, and Mixed Government in the English Civil Wars, (Clarendon Press, 1997).

### 共編著
- （谷口将紀）『デモクラシーの政治学』（東京大学出版会, 2002年）